# Môn đệ của Linnaeus

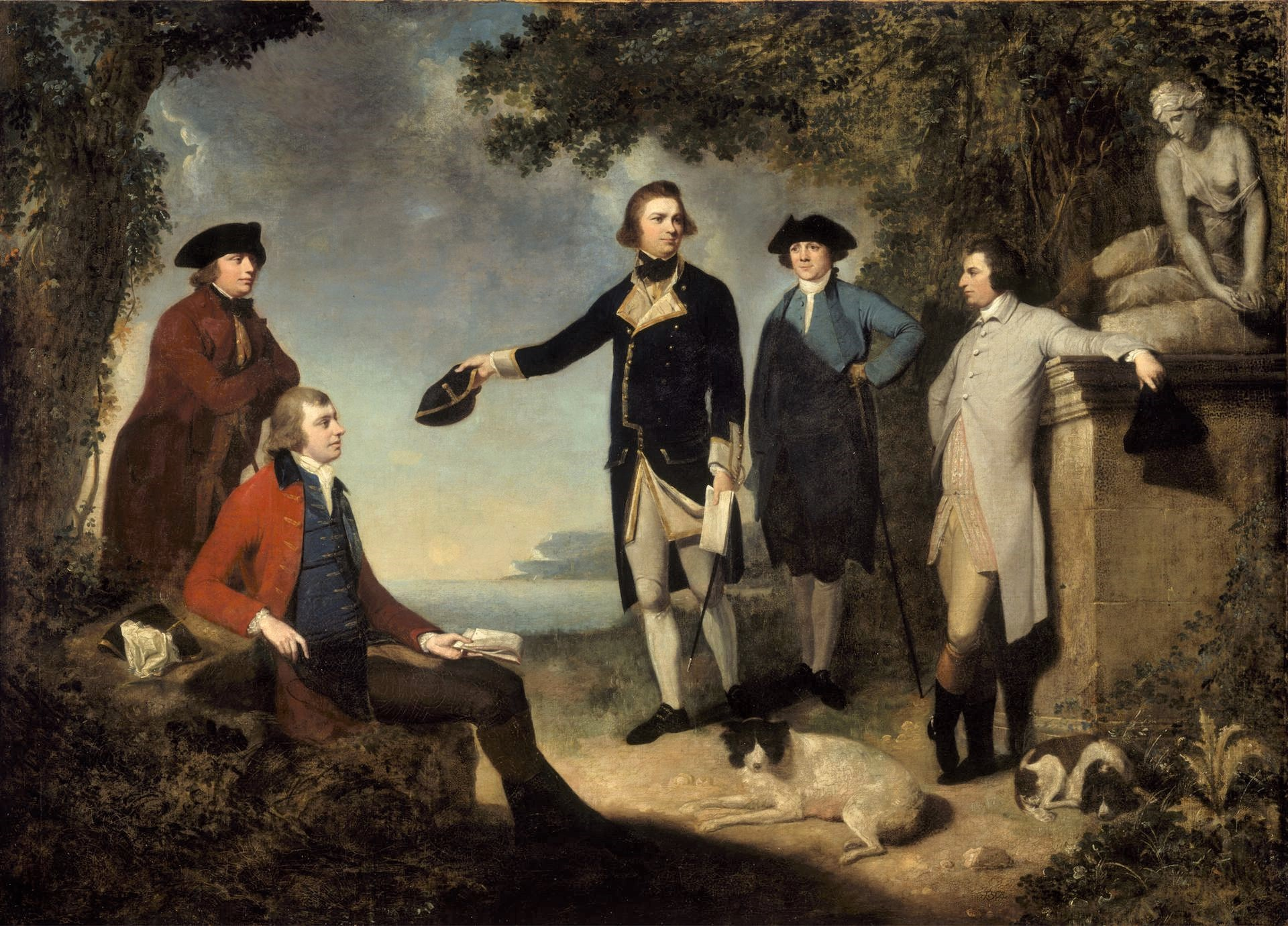
Các nhà thám hiểm Daniel Solander (ngoài cùng bên trái) cùng Joseph Banks (trái, ngồi) tháp tùng James Cook (giữa) trong chuyến đi đến Úc.
Tác phẩm của John Hamilton Mortimer.

Các môn đệ của Linnaeus là một nhóm sinh viên, nhà thám hiểm đã thực hiện các chuyến đi nhằm thu thập các mẫu vật và tư liệu về thực vật và động vật từ khắp nơi trên thế giới do nhà thực vật học Carl Linnaeus đề nghị hoặc chỉ định. Các cuộc thám hiểm diễn ra trong khoảng thời gian nửa sau thế kỷ 18 và các môn đệ được Linnaeus gọi là các ' tông đồ '.
Nhiều tông đồ đã bắt đầu cuộc hành trình từ Thụy Điển. Một số đóng vai trò là tuyên úy hoặc bác sĩ trên các con tàu của Công ty Đông Ấn Thụy Điển. Các chuyến đi thường tiềm tàng nhiều rủi ro. Bảy trong số mười bảy vị tông đồ đã không bao giờ trở về. Vị tông đồ đầu tiên, Christopher Tärnström, đã qua đời vì một cơn sốt nhiệt đới trên đảo Côn Sơn vào năm 1746. Người vợ còn sống của anh ta đã rất tức giận với Linnaeus vì đã khiến những đứa con của bà mồ côi cha. Sau sự việc này, Linnaeus chỉ lựa chọn những người đàn ông chưa kết hôn cho các chuyến hải trình.
Bản thân Linnaeus vẫn dính líu vào hầu hết các chuyến thám hiểm. Ông thường để lại các ghi chú cho các tông đồ nhắn gửi những gì họ nên chú tâm tìm kiếm trong cuộc hành trình của mình và các tông đồ sẽ gửi lại thư hồi đáp và các mẫu vật cho Linnaeus. Khi nhận được, Linnaeus sẽ tiến hành chọn lọc những mẫu vật thu thập được. Tuy nhiên, một trong các tông đồ là Daniel Rolander đã không đồng ý chuyển nhượng bộ sưu tập của mình và bị Linnaeus khiển trách.
Nhiều loài thực vật, động vật và côn trùng mới được phát hiện đã được Linnaeus và các tông đồ đặt tên và lập danh mục. Các chuyến đi của các tông đồ đã giúp phổ biến hệ thống phân loại sinh vật của Linnaeus. Ngoài ra, một trong những người hâm mộ Linnaeus, nhà thực vật học người Anh Joseph Banks, đã được truyền cảm hứng để khởi đầu truyền thống phải đặt trên tất cả các tàu nghiên cứu của Anh một nhà tự nhiên học. Do đó, các tông đồ đã có ảnh hưởng trực tiếp đến các chuyến thám hiểm sau này chẳng hạn như chuyến hải trình của Charles Darwin trên tàu HMS Beagle.

## Nguồn gốc

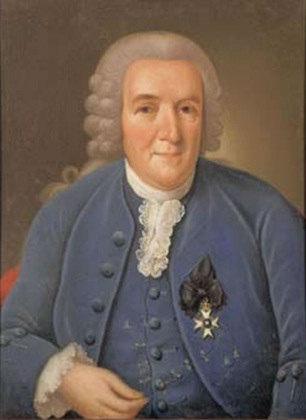
Carl Linnaeus

### Pehr Kalm, Bắc Mỹ (1747–51)

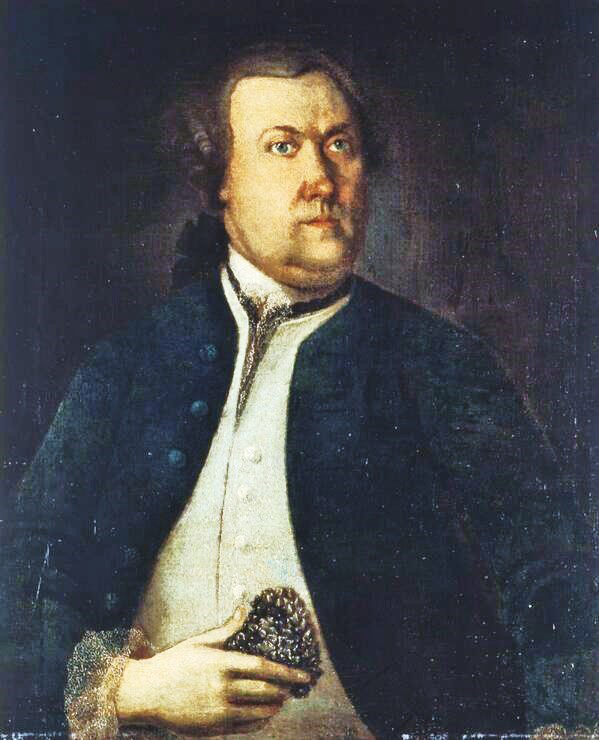
Pehr Kalm

### Pehr Osbeck, Trung Quốc (1750–52)

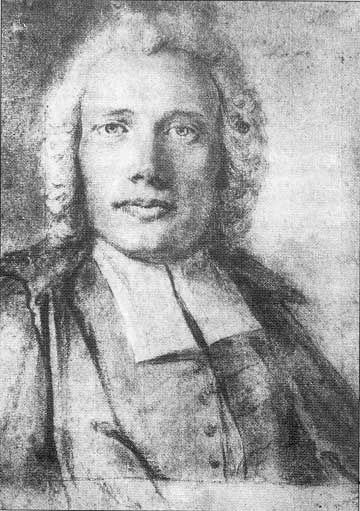
Pehr Osbeck

### Pehr Forsskål, Ai Cập và Yemen (1761–63)

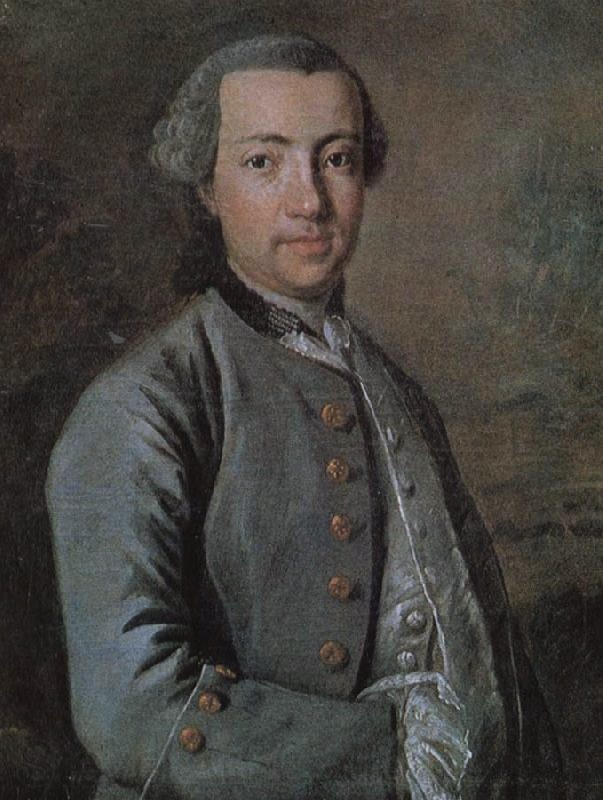
Pehr Forsskål

### Daniel Solander, Úc, v.v. (1768–71) và Iceland (1772)

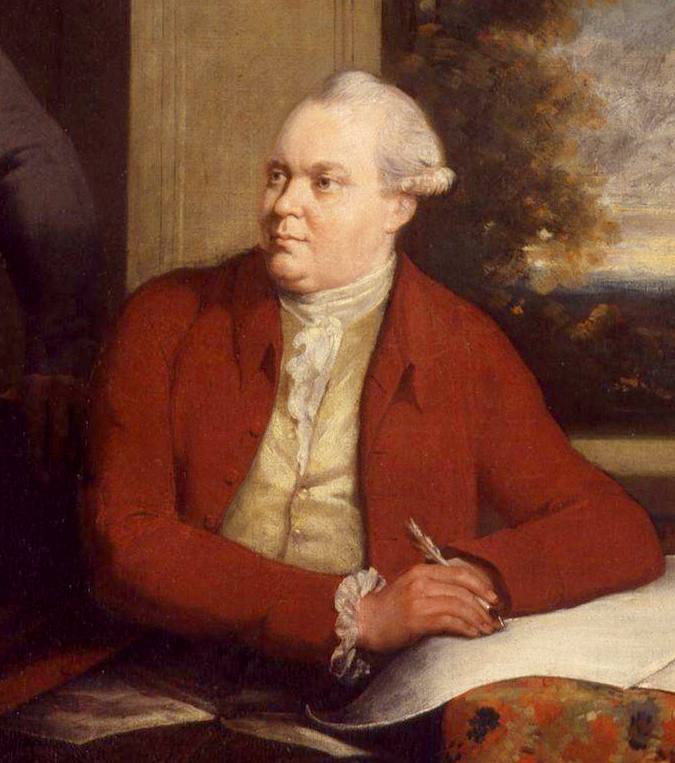
Daniel Solander

### Anders Sparrman, Trung Quốc (1765–67), Nam Phi (1771–72 và 1775) Châu Đại Dương, v.v. (1772–75) Senegal (1787)

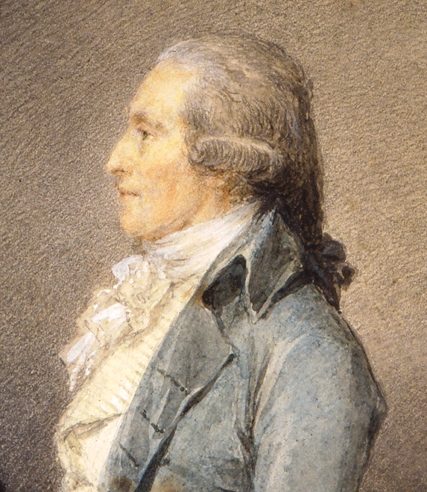
Anders Sparrman

### Carl Peter Thunberg, Nam Phi, Nhật Bản, v.v. (1770–79)

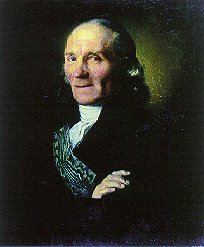
Carl Peter Thunberg

### Adam Afzelius, Sierra Leone (1792–96)

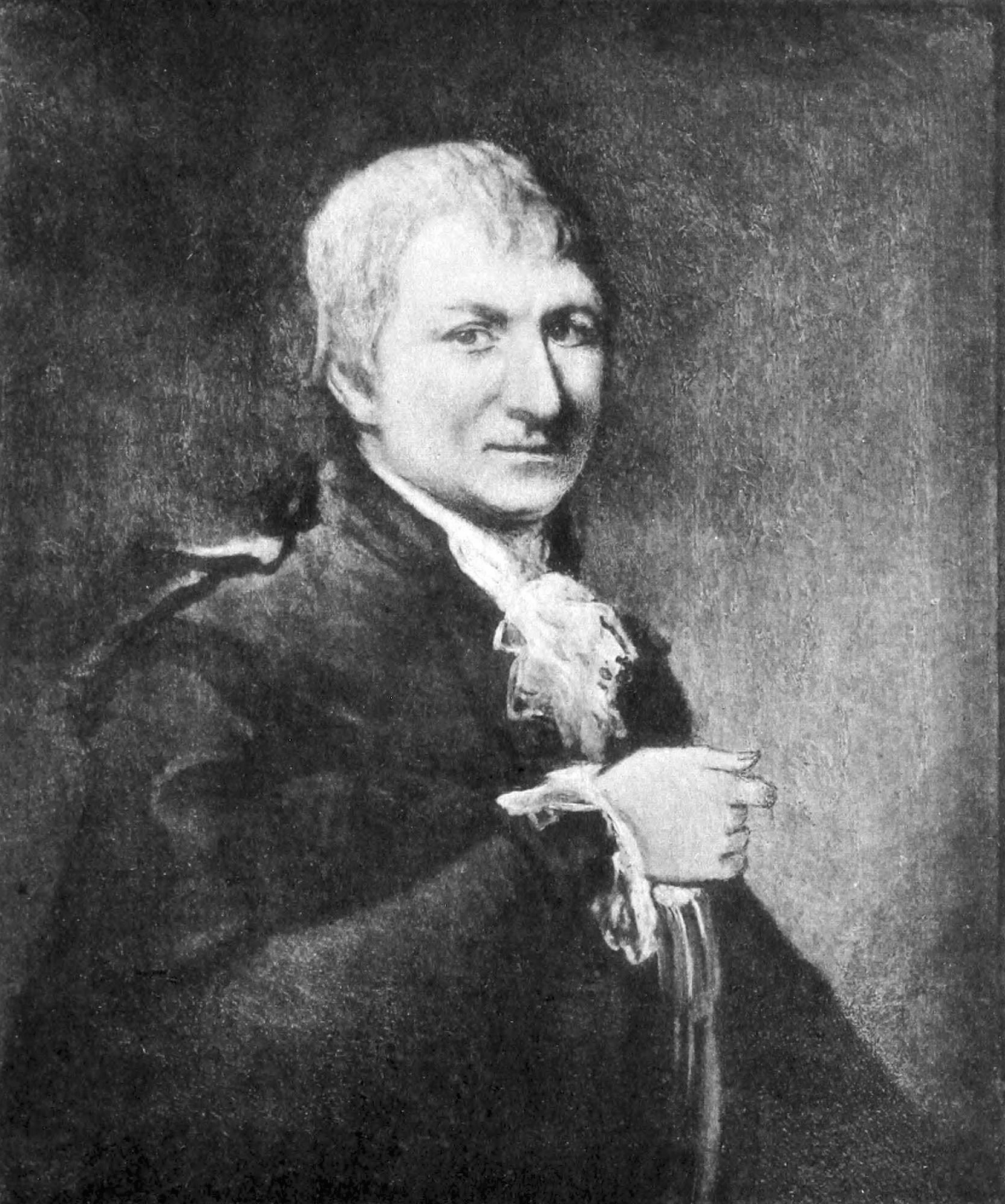
Adam Afzelius